# Beleg van Fort Saint-Jean
Het Beleg van Fort Saint-Jean was een belegering in het huidige Canada onder leiding van de Amerikaanse generaal Richard Montgomery van de Britse versterkte stad Saint-Jean-sur-Richelieu (ook wel Fort Saint-Jean en St. John's genoemd) tijdens de Amerikaanse Onafhankelijkheidsoorlog. Het beleg duurde van 21 augustus tot 3 november 1775.
Fort Saint-Jean bewaakte de cruciale toegang tot Canada langs de Richelieu ten noorden van het Champlainmeer. Bij het begin van de vijandelijkheden van de Dertien Koloniën waren er in Canada bijna geen troepen. Het garnizoen van Fort Saint-Jean bestond uit 300 infanteristen, onder bevel van majoor Charles Preston, en het was de best bewaakte plaats van de kolonie.
Een poging van de kolonisten om de stad te bestormen werd op 31 augustus afgewend door een aantal tirailleurs buiten het fort. Midden september ontscheepte Montgomery's leger op het eiland Île-aux-Noix en hij stuurde detachementen 40 kilometer noordwaarts om de weg naar Montreal te blokkeren. Montgomery besefte dat zijn troepen van 1100 man het fort niet met een aanval zouden kunnen innemen en verschanste zich om geweren en mortieren in stelling te zetten. De omstandigheden waren zwaar. De grond was zompig en de loopgraven raakten snel tot op kniehoogte gevuld met water. Ook de voedsel- en munitievoorraden raakten op. Maar twee soldaten van Montgomery slaagden erin om achter de verdedigingslinies van Chambly te komen, een voorpost van Fort Saint-Jean, en hun bevelhebber te informeren over de vijand. De generaal besloot nu om eerst het zwakkere garnizoen van Chambly aan te pakken. 50 Amerikanen en 300 Canadezen omsingelden het fort en toen ook de artillerie de muren had doorboord, gaf de Britse bevelhebber zich over. Zes ton buskruit, 6500 musketpatronen, 125 musketten, 80 ton bloem en 272 ton voedsel werden buit gemaakt.
Op 25 oktober verplaatste Montgomery een deel van zijn artillerie naar de top van een heuvel nabij Fort Saint-Jean. Canadese gevangenen, die door Montgomery waren vrijgelaten, overtuigden de Britse bevelhebber dat zijn positie hachelijk was; hij gaf zich ten slotte over op 3 november.
Het aantal gesneuvelden aan beide zijden bleef beperkt, maar bij de Amerikaanse kolonisten waren wel 900 man buiten dienst geraakt door ziekten. Door het lange beleg moesten de kolonisten bij het begin van de winter naar Quebec vertrekken omdat de termijnovereenkomsten van veel kolonisten afliepen. Na de inname van het fort trok Montgomery verder naar Montreal, dat hij op 13 november ook innam. Zijn aanval op Quebec mislukte echter, en hij zou die aanval betalen met zijn leven op 31 december 1775.